# Pnigalio calamagrostidis
Pnigalio calamagrostidis är en stekelart som först beskrevs av Erdös 1956.  Pnigalio calamagrostidis ingår i släktet Pnigalio, och familjen finglanssteklar. Arten är reproducerande i Sverige.